# Judas and the Black Messiah
Judas and the Black Messiah är en amerikansk biografisk dramafilm från 2021 som handlar om när William "Bill" O'Neal infiltrerade Svarta pantrarna och förrådde Fred Hampton.
Hampton spelas av Daniel Kaluuya som vann en Oscar för bästa manliga biroll för rollen. Filmen regisserades och producerades av Shaka King och nominerades till sex Oscars.